# Нижнянка
Нижня́нка — село в Україні, у Юр'ївській селищній громаді Павлоградського району Дніпропетровської області. Населення за переписом 2001 року становить 82 особи.

## Географія
Село розташоване на правому березі Малої Тернівки, вище за течією на відстані 1,5 км розташоване село Долина, на протилежному березі — села Вербуватівка і Морозівське. Річка в цьому місці звивиста, утворює лимани, стариці і заболочені озера.

## Історія
У 2016 - 2020 роках перебувало у складі Варварівської сільської громади.
12 червня 2020 року, відповідно до розпорядження Кабінету Міністрів України № 709-р «Про визначення адміністративних центрів та затвердження територій територіальних громад Дніпропетровської області», увійшло до складу Юр'ївської селищної громади.
19 липня 2020 року, в результаті адміністративно-територіальної реформи та ліквідації Юр'ївського району, село увійшло до складу Павлоградського району.

## Пам'ятки
- Перелік населених пунктів, що постраждали від Голодомору 1932—1933 (Дніпропетровська область)
- Братська могила радянських воїнів у с. Нижнянка